# 악센트
악센트(accent, 문화어: 소리마루)는 단어 중에서 특히 도드라지게 들리는 부분이며, 언어의 운율적인 요소의 하나이다. 세계의 언어에는 소리의 상대적인 높낮이 차이로 말의 뜻을 구별한 고저 악센트(pitch accent)와 소리의 강약 차이로 말의 뜻을 구별하는 강세 악센트(강약 악센트, stress accent)가 있다. accent의 발음기호는 [æksent]이므로 외래어 표기법에 따라 '액센트'라고 적는다.
악센트는 언어마다 단어 하나 하나에 사회적으로 정해져 있다.

## 고저 악센트
일본어는 고저 악센트를 가진 대표적인 언어이고 한국어도 고저 악센트를 가진 방언이 있다.
성조도 소리의 높낮에 관한 운율적인 요소인데 성조는 어떤 높낮이의 패턴이 있는지가 중요하고 고저 악센트는 어디에 높낮이 차이가 있는지가 중요하다.

## 강세 악센트
영어(불규칙), 러시아어(규칙)등이 강세 악센트를 가진 대표적인 언어이다.

## 같이 보기
- 액센트